# Rashawn Slater
Rashawn Slater (26 marzo 1999) è un giocatore di football americano statunitense che milita nel ruolo di offensive tackle per i Los Angeles Chargers della National Football League.

## Carriera universitaria
Slater giocò al college a football alla Northwestern University dal 2017 al 2020. Nella sua prima stagione disputò 12 partite come titolare come tackle destro, venendo inserito nella formazione ideale dei debuttanti della Big Ten Conference. L'anno seguente fu inserito nella terza formazione ideale della Big Ten dopo avere iniziato come titolare tutte le 14 partite. Nella terza stagione non concesse alcun sack in 11 presenze come titolare.
Prima di quella che avrebbe dovuto essere la sua ultima stagione, Slater annunciò che si sarebbe preparato per il Draft NFL 2021 dopo che la Big Ten annunciò che avrebbe rimandato le proprie gare a causa della pandemia di COVID-19.

## Carriera professionistica
Slater fu scelto come 13º assoluto nel Draft 2021 dai Los Angeles Chargers. Debuttò come professionista partendo come titolare nella gara della settimana 1 vinta contro il Washington Football Team. A fine stagione fu convocato per il suo primo Pro Bowl e inserito nel Second-team All-Pro dopo avere disputato tutte le 17 partite come titolare.
Nella settimana 3 della stagione 2022 contro i Jacksonville Jaguars, Slater si ruppe un il tendine del bicipite, chiudendo la sua stagione.
Nel 2024 Slater fu convocato per il suo secondo Pro Bowl.
Il 27 luglio 2025 Slater firmò un nuovo contratto quadriennale del valore di 114 milioni di dollari che lo rese l'offensive tackle più pagato della lega. Pochi giorni dopo, il 7 agosto, fu annunciato che avrebbe perso l'intera stagione a causa della rottura di un tendine in allenamento.

## Palmarès
- Convocazioni al Pro Bowl: 2

2021, 2024
- Second-team All-Pro: 1

2021
- PFWA All-Rookie Team - 2021

## Vita privata
Slater è figlio dell'ex giocatore di basket Reggie Slater.